# Humberto Ortiz (Schauspieler, 1979)
Humberto „Curly“ Ortiz (* 12. Oktober 1979 in Laredo, Texas) ist ein US-amerikanischer ehemaliger Kinderdarsteller, Schauspieler und Synchronsprecher der 1980er- und 1990er-Jahre.

## Leben
Ortiz ist der Sohn der Schauspielerin Dyana Ortelli, mit der er in einigen Filmen gemeinsam auftrat. Seine erste Filmrolle hatte er 1985 in Cheech & Chong: Jetzt hats sich ausgeraucht!. Es folgten in den nächsten Jahren Besetzungen in Spielfilmen und einzelnen Episoden verschiedener Fernsehserien. Von 1987 bis 1988 spielte er die Rolle des Elvis in der Fernsehserie Marblehead Manor. 1994 synchronisierte er verschiedene Charaktere in insgesamt zehn Episoden der Zeichentrickserie Where on Earth Is Carmen Sandiego?. Zuvor sammelte er bereits 1990 in So ein Satansbraten und Kid ’n’ Play im selben Jahr Erfahrungen im Synchronsprechen.
Ortiz ist nicht mehr als Schauspieler tätig. Er arbeitet als Mechaniker in einer Importgarage in San Francisco.

## Filmografie

### Schauspieler
- 1985: Cheech & Chong: Jetzt hats sich ausgeraucht! (Get Out of My Room)
- 1986: ¡Drei Amigos! (¡Three Amigos!)
- 1987: CBS Summer Playhouse (Fernsehserie, Episode 1x02)
- 1987: Born in East L. A.
- 1987: Ein Vater zuviel (Fernsehserie, Episode 1x11)
- 1987–1988: Marblehead Manor (Fernsehserie, 24 Episoden)
- 1988: Salsa
- 1990: L.A. Law – Staranwälte, Tricks, Prozesse (L.A. Law) (Fernsehserie, Episode 4x18)
- 1990: Bad Jim
- 1990: Zoff in Hooterville (Return to Green Acres) (Fernsehfilm)
- 1991: Kickboxer 2 – Der Champ kehrt zurück (Kickboxer 2: The Road Back)
- 1991: Dollman – Der Space-Cop! (Dollman)
- 1993: Cyber World
- 1994: Nachtschicht mit John (The John Larroquette Show) (Fernsehserie, Episode 1x20)
- 1996: One Tough Bastard – Der Rachefeldzug (One Tough Bastard)

### Synchronsprecher
- 1990: So ein Satansbraten (Problem Child)
- 1990: Kid ’n’ Play (Mini-Fernsehserie, Sprecherrolle)
- 1994: Where on Earth Is Carmen Sandiego? (Zeichentrickserie, 10 Episoden)